# Annemarie von Matt
Annemarie von Matt (* 10. April 1905 als Annemarie Gunz in Root; † 27. November 1967 in Stans) war eine Schweizer Malerin, Graphikerin und Schriftstellerin.

## Leben
Annemarie von Matt besuchte sieben Jahre die Volksschule, wobei sie schon als Kind gerne malte. Einen Beruf erlernte sie nicht, was damals zeittypisch für ein Mädchen aus einfachen Verhältnissen war. Nach der Schule arbeitete sie als Kindermädchen und als Hausmädchen. Von 1926 bis 1928 liess sie sich in Luzern bei der Goldschmiedin Martha Haefeli zur Kunstgewerblerin ausbilden. Daraufhin schuf sie vorab Werke, die sich an die religiöse Volkskunst anlehnten. Zwischen 1946 und 1955 entstanden Werke, die sie in die Vorgänger der concept art einreihen lassen. Sie verfasste auch Aphorismen und Sprachspiele, die sie mit Skulpturen und Material-Assemblagen ergänzte und weiter deutete. Ab 1955 arbeitete sie kaum noch künstlerisch, sondern widmete sich vor allem dem Sammeln und Katalogisieren.
Von 1935 bis zu ihrem Tod war sie mit dem Maler, Bildhauer und Schriftsteller Hans von Matt (1899–1985) verheiratet und lebte in Stans.
Ihre Liebesbeziehung mit dem Innerschweizer Theologen, Priester und Schriftsteller Josef Vital Kopp, dem sie 1940 zum ersten Mal begegnete, prägte ihr Schaffen.
In der Ausstellung Annemarie von Matt – widerstehlich, im Nidwaldner Museum 2020, wurde ihr künstlerisches Schaffen neu aufgearbeitet und nicht mehr im Kontext zu ihren Beziehungen betrachtet, sondern als Schaffen einer eigenständigen Künstlerin, die mit ihrem fragmentarischen Arbeiten ihrer Zeit voraus war.

## Ausstellungen (Auswahl)
- 1936: XIX. Nationale Kunstausstellung, Kunstmuseum Bern.
- 1981: Outside. Streiflichter auf die moderne Schweizer Kunst, Aargauer Kunsthaus, Aarau.
- 1973: Annemarie von Matt 1905–1967, Galerie Raeber, Luzern.
- 1981: Annemarie von Matt-Gunz, Chäslager, Stans.
- 1991/1992: Visionäre Schweiz, Kunsthaus Zürich; Städtische Kunsthalle und Kunstverein für die Rheinlande und Westfalen, Düsseldorf.
- 1997: Der verlorene Garten, Kunsthalle Palazzo, Liestal.
- 2003: Annemarie von Matt – Einblicke in meine Unterwelt, Nidwaldner Museum, Stans.
- 2005: Characters – Werke aus der Sammlung, Kunstmuseum Luzern.
- 2008: Dunkelschwestern. Annemarie von Matt – Sonja Sekula, Aargauer Kunsthaus, Aarau.
- 2008: Zugluft – Kunst und Kultur in der Innerschweiz 1920–1950, Nidwaldner Museum, Stans.
- 2020: Annemarie von Matt – widerstehlich, Nidwaldner Museum, Stans.

## Werke
- Aus Briefen und Aufzeichnungen, Gedichte. In: Hans von Matt: Annemarie von Matt 1905–1967. Selbstverlag Hans von Matt, Stans 1969, S. 29–48, 50–71.
- Aufzeichnungen und Briefe. In: Innerschweizer Almanach 1972. Herausgegeben von Otto Odermatt. Dabra Verlag, Stans 1972, unpaginiert.
- Blasius-Berichte = Briefe an Toni Flüeler. In: Hans von Matt: Gegengaben. Annemarie von Matt 1905–1967. Toni Flüeler 1898–1960. Dabra Verlag, Stans 1974, S. 22–24, 26–32, 34 f.
- Gedichte und Prosa. In: Innerschweizer Almanach 1976. Herausgegeben von Otto Odermatt. Dabra Verlag, Stans 1976, unpaginiert.
- Briefe und Zettel. In: Annemarie von Matt 1905–1967. «Einblick in meine Unterwelt». Herausgegeben von Marianne Baltensperger, Regine Helbling, Ulrich Gerster und Heini Gut. Ausstellungskatalog Nidwaldner Museum. Benteli Verlag, Wabern bei Bern 2003, ISBN 3-7165-1297-4, S. 107–116, 154–159.
- Texte, Briefe, Gemälde, Objekte, Arbeiten auf Papier. In: Dunkelschwestern. Annemarie von Matt – Sonja Sekula. Herausgegeben von Roman Kurzmeyer und Roger Perret. Scheidegger & Spiess, Zürich 2008, ISBN 978-3-85881-213-1, S. 29–137.
- Tagebuch der Liebe und des Zorns. Passagen und Gedichte aus dem Briefwerk. Herausgegeben von Beatrice von Matt. Das Fünfte Tier, Stans 2008, ISBN 978-3-9522982-6-8.
- Zettel 1–56. In: Nadine Wietlisbach (Hrsg.): Annemarie von Matt, Entzückenzucker. Nidwaldner Museum, Stans 2015. (Nidwaldner Kunstheft; No. 7), S. 4–23.
- Meine Nacht schläft nicht. Ein Porträt in Originaltexten. Herausgegeben von Roger Perret im Auftrag des Nidwaldner Museums Stans. Limmat Verlag, Zürich 2020, ISBN 978-3-85791-892-6.